# Al-Qàïm (fatimita)
Abu-l-Qàssim Muhàmmad ibn al-Mahdí al-Qàïm bi-amr-Al·lah (àrab: أبو القاسم محمد بن المهدي القائم بأمر الله, Abū l-Qāsim Muḥammad ibn al-Mahdī al-Qāʾim bi-amr Allāh), més conegut pel seu làqab al-Qàïm (Salamiyya, Síria, 893 - 17 o 23 de maig de 946) fou el segon califa fatimita a Mahdia (934-946).
Segons el corrent ismaïlita fatimita fou el dotzè imam. El seu nom de naixement era Abd-ar-Rahman i va emigrar a Ifríqiya amb el seu pare el 902 amb menys de 10 anys. Van arribar a Sigilmasa, capital del principat midrarita amazic del Tafilalt. Fou designat hereu del tron pel seu pare Abu-Muhàmmad Ubayd-Al·lah al-Mahdí (909-934) el 912.
Va fer diverses expedicions militars per orde del seu pare, entre les quals les dirigides a la Petita Cabília, Tripolitana, Magrib central i Egipte (a Egipte foren dues: el 914 - 915 i el 919 - 921). El 928 va fundar Msila al Zab per controlar als amazics.
El 932 L'emir dels miknasa, Musa ibn Abi l-Afya es va declarar vassall dels omeies de Còrdova. Des del 927 el cordovesos dominaven Melilla i l'emirat de Nakur A més a més el 931 l'emir Abul ibn Kennum Aiysh al-Rida, de la dinastia Banu Eisam de Ceuta (fundada anys abans per Kennum Mudjbir) va haver d'abdicar davant un atac cordovès i cedir el seu domini (que incloïa Tànger) al califa de Còrdova. Llavors els fatimites van enviar a la zona al general Humayd ibn Yasal que va derrotar a Musa (933) que va haver de reconèixer la sobirania fatimita; però la presència de les forces fatimites no fou duradora i quan Humayd va sortir del Magrib, Musa va tornar a dominar la situació i va renovar la seva lleialtat als omeies cordovesos (934/935). El 934 Al-Qaim va succeir al seu pare. Sense pensar-ho dos cops al-Qaim va aixecar un exèrcit el comandament del qual va donar a l'eslau Maysur i el va enviar a reconquerir el Magrib. Al mateix temps una flota de 20 vaixells dirigit per l'almirall àrab del djund de Trípoli, Yakub ibn Ishak ibn al-Ward, va sortir de Mahdia el 23 de juny de 934 en direcció a Itàlia, va abordar alguns vaixells catalans i/o francesos i va arribar fins a Gènova que va ocupar després de forts combats durant el setge, sent saquejada d'eon es va obtenir un important botí, retornant a Mahdia (on va arribar el 29 d'agost del 935).
L'exèrcit de Maysur va creuar el Magrib i va arribar a Fes (935); va derrotar diverses vegades a Musa, i el va obligar a fugir i fou perseguit fins que va morir en un combat al seu darrer refugi a Tsul (937); un altre contingent dirigit per l'eslau Sandal, es va dirigir a Nakur, que va conquerir i va matar l'emir salíhida Abu Ayyub Ismail ibn Abd al-Malik ibn Abd al-Rahman ibn Said I (setembre del 936). Els idríssides Banu Muhammad que eren lleials als fatimites van rebre l'autoritat a la zona (Musa ibn Rumi ibn Abd al-Sami ibn Salih ibn Idris I).
El 935 va dirigir una nova expedició contra Egipte de la que sembla que el seu pare ja havia iniciat els preparatius: l'exèrcit fatimita estava concentrat a la ciutat de Barca (Barka) a l'espera d'una oportunitat quan el comandant de la flota egípcia Ali ibn Badr, el general Badjkam i el governador d'Alexandria Habashi es van revoltar contra el nou governador Muhàmmad ibn Tughj al-Ikhxid i es van replegar cap a Barka on van quedar al servei d'al-Qaim; aquest va enviar reforços dirigits pel seu llibert Zaydan i el seu general Ami al-Madjnun; l'1 d'abril del 936 els kutama van ocupar Alexandria però l'emir (governador) ikhxídida va contraatacar i va recuperar la ciutat i va rebutjar a l'exèrcit invasor cap a Barka.
Msila, que havia fundat anys abans, hi havia esdevingut capital de Zab, estava governada per l'emir àrab djudhamita Ali ibn Kamdun, i va rebre autoritat sobre els kamlan que havien estat transferits a la zona al sud-est de Kairuan. Va obtenir el suport dels amazics sanhadja contra els maghrawa del grup zenata. Els sanhadja estaven dirigits per Ziri ibn Manad, amb el suport del qual va fundar el 936 la ciutat d'Ashir a l'Atles algerià. Una revolta dels huwwara de la Tripolitana dirigida per un quraixita anomenat Ibn Talut que es va proclamar imam, fou reprimida amb poc temps.
El 937 va enviar com a governador a Sicília amb seu a Palerm al poeta i general Abu l-Abbas Khalil ibn Ishak ibn Ward, germà de l'almirall Yakub ibn Ishak ibn al-Ward, el conqueridor de Gènova; va rebre l'encàrrec de fer incursions contra els romans d'Orient a Sicília oriental i Calàbria. Durant quatre anys (937 a 941) es va destacar pels abusos comesos contra la població tant musulmana com cristiana; grups àrabs que s'havien establert a l'illa sota els aglàbides van ser expulsats cap a territoris "cristià" (segurament romà d'Orient) i alguns es van veure obligat a fer-se cristians; alguns sicilians natius van perdre les terres i foren reubicats a fortaleses situades a les fronteres amb els territoris cristians; el cadastre fou cremat. Els abusos fiscals i les persecucions religioses també foren corrents a Ifríqiya però amb menys intensitat.
Els kharigites romanien virtualment en revolta a l'Aurès i Kashtiliya. L'agitació va anar creixent i la guarnició principal dels fatimites a l'Aurès, Baghaya, no podia controlar la situació i el califa no semblava disposat a fer res per posar-hi fre. Abu Yazid Makhlad ben Kaydad al-Nukkari era un dels agitadors establerts a l'Aurès (Awras) amb els hawwara dels Banu Kamlan; les seves doctrines foren ben rebudes i l'imam ibadita nukkarita Abu Ammar al-A'ma li va conferir el comandament de la guerra. Abu Yazid fou arrestat a Tuzar, però l'imam va fer una incursió i el va treure a la força de la presó. Després d'un any al districte de Sumata va passar a l'Aurès altre cop, on el 943 va esclatar la revolta. Va conquerir Tébessa i Marmadjanna on va rebre el regal del seu ase favorit el que li va valer el malnom de Sahib al-himar (l'home de l'ase); després va entrar a Al-Urbus (Laribus) el 15 de dhu l-hidjda del 333 (25 d'agost del 943), Béja (13 de muharram del 333/10 de setembre del 944), Sbiba, Dougga i finalment Kairuan (23 safar del 333/20 de març del 944), on va fer executar al general fatimita Khalil ben Ishak i al cadi local. Inicialment va gaudir de cert suport per l'oposició que hi havia contra els fatimites, però els abusos dels amazics aviat li van fer perdre. Va deixar al seu fill Fadl ben Abu Yazid a Kairuan i va marxar contra un exèrcit fatimita dirigit pel general Maysur al que va derrotar i matar (12 rabi I 333/7 de novembre del 944). La tàctica del califa de repartir les seves forces (uns 70.000 homes) en diversos llocs, es va demostrar desencertada. L'eslau Bushra havia estat enviat a Badja, Khalil ben Ishak a Kairuan, i Maysur a Mahdia; els tres foren derrotats per separat, quan les forces dels tres junts eren superiors.
Després de la darrera victòria, Abu Yazid es va dirigir a Mahdia (Mahdiyya) que va assaltar (3 djumada II 333/27 de desembre del 944) sense poder conquerir-la; en va establir el setge (gener a octubre del 945) i només fou aturat per les muralles de la ciutat, ben defensada per al-Qaim. Quan les oportunitat de saqueig van disminuir, els amazics es van anar retirant i Abu Yazid va haver de retornar llavors a Kairuan, on va renunciar a tot luxe i va deixar el govern en mans de l'imam Abu Ammar al-A'ma.
Els amazics es van presentar altre cop a Kairuan per estar al seu costat, i va tornar a la lluita. Al final del 945 forts combats es van produir a Tunis que va canviar de mans tres vegades; també hi va haver lluites a Badja (16 de novembre del 945). Ayyub, fill d'Abu Yazid, fou derrotat fou derrotat pel general Al-Hasan ben Ali, però després aquest fou derrotat i es va haver de retirar cap al país dels kutama on es va apoderar de Tidjis i Baghaya, que va fortificar. Aquestes posicions esdevingueren perilloses perquè agafaven a Abu Yazid pel darrere.
Abu Yazid va assetjar Sussa (19 de desembre del 945). Mentre durava el setge el califa al-Qàïm va morir (23 de maig del 946). El va succeir el seu fill al-Mansur (946–952).